# پای‌گیم
پای‌گیم (به انگلیسی: Pygame) مجموعه‌ای چندسکویی از ابزارهای پایتون (زبان برنامه‌نویسی) است که برای توسعه بازی ویدئویی به کار می‌روند شامل گرافیک رایانه‌ای و کتابخانه‌های صدا که قابل استفاده در برنامه‌نویسی به زبان پایتون (زبان برنامه‌نویسی) هستند.